# Copa de Naciones del Golfo de 1982
La Copa de Naciones del Golfo de 1982 (en árabe: كأس الخليج العربي‎) fue la sexta edición del torneo de fútbol a nivel de selecciones nacionales de las monarquías del Golfo y que contó con la participación de siete países de la región.
Kuwait fue el campeón del torneo al ser el que hizo más puntos durante el torneo jugado en Emiratos Árabes Unidos.

## Resultados
| País           | J                  | G                  | E                  | P                  | GF                 | GC                 | GD                 | Pts                |
| -------------- | ------------------ | ------------------ | ------------------ | ------------------ | ------------------ | ------------------ | ------------------ | ------------------ |
| Kuwait         | 5                  | 4                  | 0                  | 1                  | 8                  | 2                  | +6                 | 8                  |
| Baréin         | 5                  | 3                  | 1                  | 1                  | 10                 | 7                  | +3                 | 7                  |
| UAE            | 5                  | 3                  | 0                  | 2                  | 7                  | 6                  | +1                 | 6                  |
| Arabia Saudita | 5                  | 2                  | 1                  | 2                  | 6                  | 4                  | +2                 | 5                  |
| Catar          | 5                  | 2                  | 0                  | 3                  | 5                  | 4                  | +1                 | 4                  |
| Omán           | 5                  | 0                  | 0                  | 5                  | 2                  | 15                 | −13                | 0                  |
| Irak           | Abandonó el torneo | Abandonó el torneo | Abandonó el torneo | Abandonó el torneo | Abandonó el torneo | Abandonó el torneo | Abandonó el torneo | Abandonó el torneo |

| Equipo 1       | Resultado | Equipo 2       |
| -------------- | --------- | -------------- |
| UAE            | 1-0       | Catar          |
| Kuwait         | 2-0       | Baréin         |
| Irak           | 4-0       | Omán           |
| UAE            | 1-0       | Arabia Saudita |
| Catar          | 3-0       | Omán           |
| Kuwait         | 2-0       | UAE            |
| Irak           | 1-1       | Arabia Saudita |
| Baréin         | 4-0       | Omán           |
| Arabia Saudita | 0-1       | Kuwait         |
| Catar          | 1-2       | Irak           |
| Baréin         | 3-2       | UAE            |
| Omán           | 0-2       | Kuwait         |
| Arabia Saudita | 1-0       | Catar          |
| UAE            | 0-1       | Irak           |
| Omán           | 0-3       | Arabia Saudita |
| Baréin         | 1-0       | Catar          |
| UAE            | 3-1       | Omán           |
| Arabia Saudita | 2-2       | Baréin         |
| Catar          | 2-1       | Kuwait         |

## Campeón
| Copa de Naciones del Golfo 1982 |
| ------------------------------- |
| Bandera de Kuwait               |
| Kuwait 5º Título                |